# Mariner 10
Il Mariner 10 (indicato anche come Mariner Venus/Mercury 1973 e Mariner-J) è stata una sonda spaziale statunitense dedicata all'esplorazione di Venere e, in particolare, di Mercurio. Venne lanciata il 3 novembre 1973, sorvolò Venere nel febbraio dell'anno seguente e raggiunse Mercurio meno di due mesi dopo, il 24 marzo 1974. La sonda era stata progettata per eseguire due sorvoli del pianeta e non per l'ingresso in orbita attorno a Mercurio. Un'oculata strategia di missione, tuttavia, permise ben tre sorvoli del pianeta, l'ultimo dei quali ebbe luogo il 16 marzo 1975.
Al Mariner 10 spettano numerosi primati: è stata la prima sonda a visitare due pianeti, la prima ad utilizzare l'effetto fionda, la prima ad utilizzare la pressione solare sui suoi pannelli fotovoltaici a scopo propulsivo, la prima ad aver visitato Mercurio, la prima sonda statunitense ad aver fotografato Venere e la prima ad avere eseguito più sorvoli dello stesso corpo celeste.
La sonda si avvicinò fino ad alcune centinaia di chilometri da Mercurio, trasmettendo circa 6000 fotografie e mappando il 40% circa della superficie del pianeta. Scoprì l'esistenza di una tenue atmosfera e del campo magnetico del pianeta.
La missione - costata approssimativamente 100 milioni di dollari, poco meno di un quinto del costo dell'intero Programma Mariner - fu la più complessa fino ad allora lanciata. Nonostante ciò, rientrava in un piano di esplorazione spaziale a basso costo che, come il successivo Programma Discovery, fu funestato da numerosi guasti ed avarie che quasi condussero al fallimento della missione stessa.

## Sviluppo

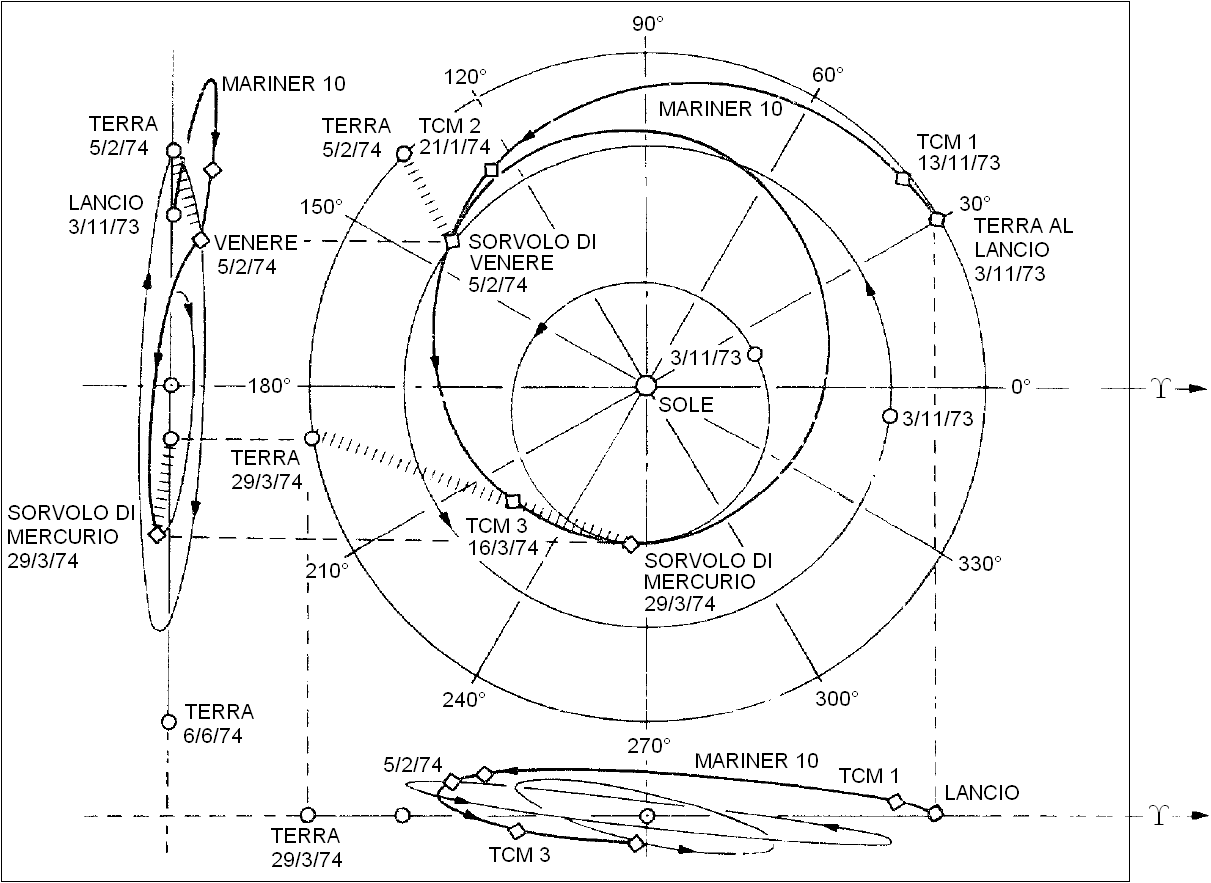
La traiettoria percorsa dal Mariner 10 dal lancio al primo sorvolo di Mercurio

Nel 1963 Michael Minovitch, uno studente universitario che lavorava in estate presso il Jet Propulsion Laboratory della NASA, sviluppò il concetto della propulsione gravitazionale, cioè pensò di utilizzare l'effetto fionda a scopo propulsivo in modo sistematico, determinando una riduzione netta del propellente necessario per missioni multiplanetarie. Nel rapporto tecnico in cui espose la sua scoperta propose, tra i vari scenari considerati, una missione esplorativa diretta verso Venere e Mercurio che avrebbe sfruttato il sorvolo del primo pianeta per raggiungere il secondo. Individuò, inoltre, delle date utili al lancio nel 1970 e nell'ottobre-novembre del 1973.
Lo Space Science Board dell'Accademia nazionale delle scienze si espresse a favore della missione nel 1968. L'anno seguente fu approvata dalla NASA, in vista del lancio nel 1973. Nel gennaio del 1970, la missione fu inquadrata nel Programma Mariner ed il suo sviluppo assegnato al Jet Propulsion Laboratory. La direzione del progetto fu assegnata a Walker E. Giberson, mentre la costruzione della sonda alla Boeing. Ne furono prodotti due esemplari, nel caso in cui fosse fallito il lancio del primo. Il secondo è conservato presso il National Air and Space Museum, a Washington.
Nel 1970, Giuseppe Colombo, professore ordinario di Meccanica applicata presso la facoltà di Ingegneria di Padova in visita al JPL, propose una modifica determinante. Colombo constatò che il periodo dell'orbita della sonda dopo il fly-by di Mercurio sarebbe coinciso con il doppio del periodo di rivoluzione del pianeta stesso e suggerì di sfruttare tale risonanza per programmare molteplici sorvoli di Mercurio. Nei mesi seguenti, la sua modifica fu prontamente implementata nel piano di missione dagli ingegneri e matematici del JPL e permise tre sorvoli di Mercurio, praticamente al costo di uno, prima che la sonda esaurisse il propellente.

## Caratteristiche tecniche

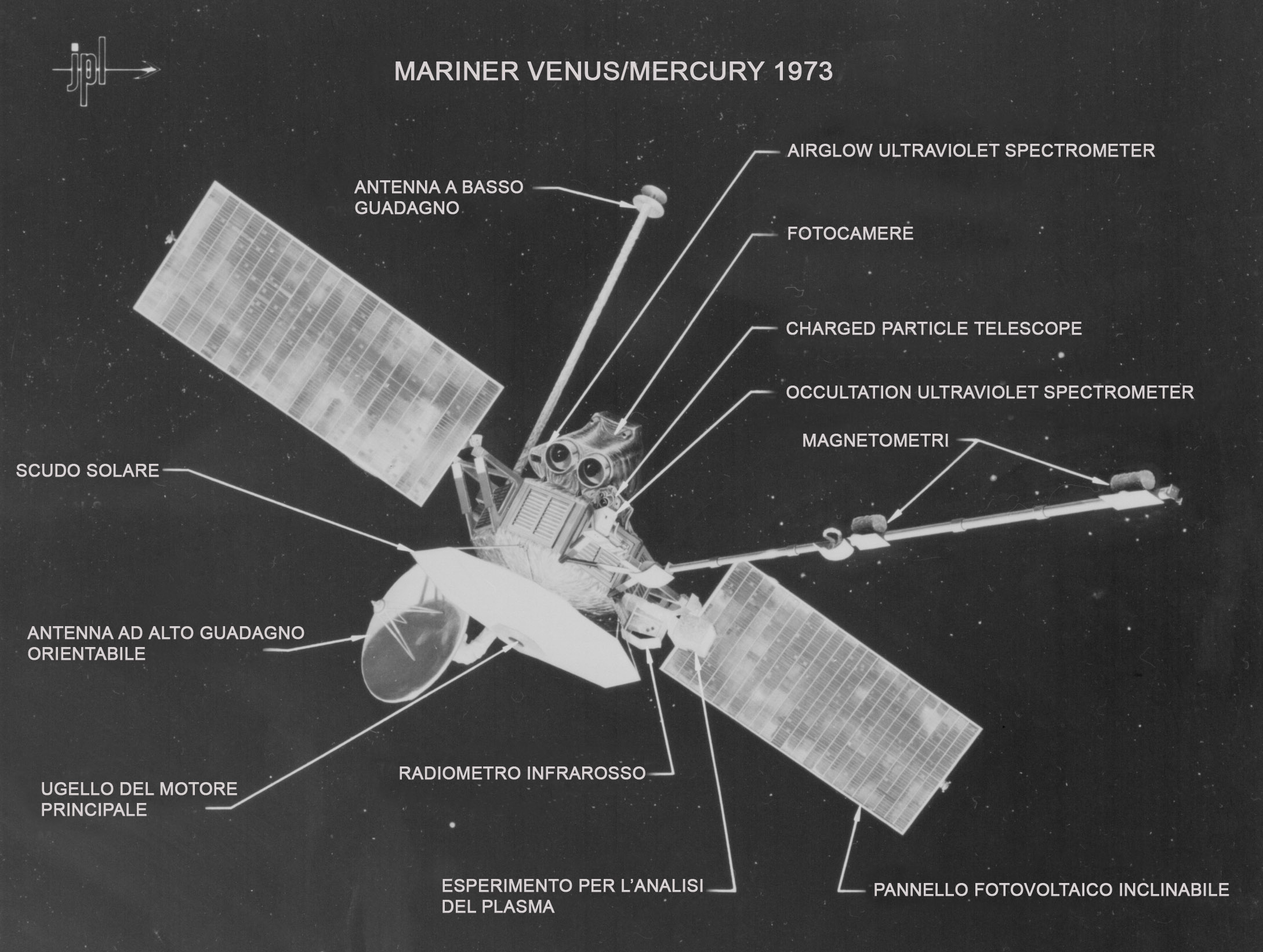
Mariner 10

Il corpo principale della sonda aveva la forma di un prisma, alto 0,46 m, a base ottagonale, dal diametro di 1,39 m. Da esso dipartivano: due pannelli fotovoltaici, ognuno dei quali lungo 2,69 m e largo 0,97 m, che fornivano una potenza in prossimità di Mercurio di 820 watt; l'antenna parabolica ad alto guadagno, di 1,39 m di diametro; l'antenna di basso guadagno, all'estremità di un'asta di 2,85 m; l'asta del magnetometro di 5,8 m; lo scudo termico ed altre appendici minori. Al lancio, pesava 502,9 kg, 29 dei quali di propellente e 78 di strumentazione scientifica.
La sonda era spinta da un motore a razzo a propellente liquido (nello specifico, idrazina), il cui ugello era protetto dal calore solare per mezzo di una speciale vernice. Il propulsore generava una spinta di 222 N. La sonda era stabilizzata su tre assi ed il controllo d'assetto veniva eseguito attraverso due gruppi di tre coppie di razzi ad azoto freddo, posti all'estremità dei pannelli fotovoltaici, ed era guidato dal computer di bordo che riceveva come input le misurazioni di un sensore stellare posto sulla superficie opposta al Sole, che puntava la stella Canopo; dei sensori solari, alle estremità dei pannelli fotovoltaici; e di una piattaforma giroscopica.
Parte degli strumenti erano posizionati su una piattaforma con due gradi di libertà, posta sulla superficie opposta rispetto al Sole; altri sporgevano da un lato della sonda. I pannelli fotovoltaici e l'antenna da alto guadagno erano orientabili.

## Strumenti ed esperimenti scientifici
Per il Mariner 10 furono selezionati sette strumenti che avrebbero permesso una caratterizzazione di massima di Mercurio.

### Fotocamere

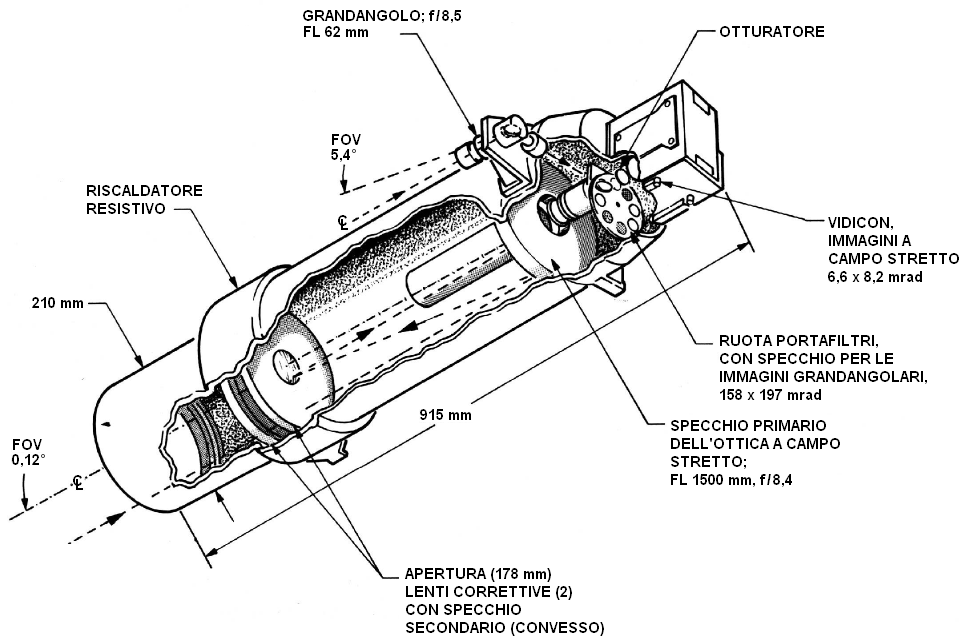
Spaccato di una delle fotocamere a bordo del Mariner 10

Sul Mariner 10 erano installate due fotocamere identiche, indicate come Television Cameras nei documenti ufficiali. Furono prodotte dalla Xerox Electro Optical Systems. Loro referente fu B. Murray del California Institute of Technology.
Le due fotocamere riprendevano immagini in modo alternato, ogni 42 secondi, che venivano inviate direttamente a Terra, fornendo, pertanto, una sequenza quasi in tempo reale.
Ogni fotocamera era montata su un telescopio Cassegrain per le immagini ad alta risoluzione. Era inoltre presente un sistema ausiliario per le riprese grandangolari. Lo spostamento da un sistema all'altro avveniva grazie ad uno specchio mobile. Ogni fotocamera era dotata di otto filtri. L'immagine si formava su un rilevatore sensibile alla luce (vidicon) che la convertiva in segnali elettrici, assegnando un opportuno valore alla luminosità puntuale in ognuno degli 832 pixel che componevano una riga (span line). L'immagine finale si componeva poi di circa 700 righe.

### Radiometro infrarosso
Il radiometro sensibile all'infrarosso misurava l'entità della radiazione termica emessa dagli strati superiori delle nubi di Venere e dalla superficie di Mercurio alle lunghezze d'onda di 11 e 45 μm. Era così in grado di rilevare le proprietà e le formazioni della superficie mercuriana, con una risoluzione di 45 km. Inoltre, consentiva di desumere informazioni fino ad una profondità di circa 5 cm da misurazioni del tempo di raffreddamento della superficie, osservando la zona a ridosso del terminatore.
Lo strumento si componeva di due telescopi Cassegrain ed era basato su quelli volati con le precedenti missioni del Programma Mariner.
Referente dello strumento fu Stillman Chase del Santa Barbara Research Center.

### Extreme Ultraviolet Experiment

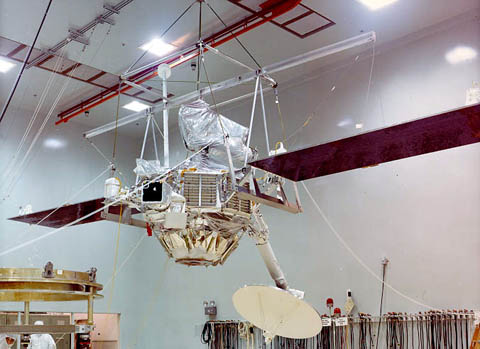
Il Mariner 10 nella fase di produzione

L'esperimento veniva condotto attraverso due spettrometri indipendenti.
Il primo, uno spettrometro ad occultazione nell'ultravioletto (ultraviolet occultation spectrometer), identificato attraverso l'acronimo UVSO, era stato progettato per la rilevazione di un'eventuale atmosfera di Mercurio e fu operativo solo durante i sorvoli del pianeta. Ricavava l'informazione desiderata dall'osservazione del lembo del pianeta mentre Mercurio occultava il Sole, quando cioè la sonda entrava ed usciva dalla sua ombra.
Il secondo era indicato come ultraviolet airglow spectrometer (spettrometro per la rilevazione della radiazione emessa dall'atmosfera, airglow, nell'ultravioletto) ed attraverso l'acronimo UVSA. Lo strumento è stato attivo durante tutta la missione. Nella fase di crociera venne utilizzato per l'osservazione della sfera celeste soprattutto nella frequenza di 122 nm, corrispondente alla riga α di emissione dell'idrogeno nella serie di Lyman. Nei sorvoli planetari fu utilizzato per l'individuazione di idrogeno, elio, carbonio, ossigeno, argon e neon, ritenuti i costituenti più probabili dell'eventuale atmosfera di Mercurio. Era posizionato nella piattaforma che ospitava anche le fotocamere, sulla sommità della sonda.
L'esperimento fu seguito da A. Lyle Bradfoot e M. I. S. Belton dell'osservatorio di Kitt Peak e da M. B. McElroy dell'Università di Harvard.

### Magnetometro
La sonda era equipaggiata con due magnetometri, montati su una stessa asta, a distanze diverse, allo scopo di distinguere il disturbo magnetico generato dalla sonda stessa dal campo magnetico del plasma interplanetario. Il campo magnetico generato dalla sonda era stato caratterizzato prima del lancio ed era stato stimato che la sua intensità potesse variare tra 1 e 4×10−5 Oe; per quella del campo associato al vento solare, invece, ci si aspettava circa 6×10−5 Oe. I sensori producevano rilevazioni tridimensionali. L'esperimento era indicato come Magnetic Field Experiment.
Lo strumento era stato sviluppato dal Goddard Space Flight Center

### Charged Particle Telescope
Lo strumento, si componeva di due telescopi sensibili alle particelle cariche, che operavano ad intervalli energetici diversi: il più piccolo rilevava protoni con un'energia compresa tra 0,4 e 9 MeV e particella alfa con energia tra 1,6 e 25 MeV; il più grande rilevava gli elettroni aventi un'energia compresa tra 200 keV e 30 MeV, protoni con energia superiore a 0,55 MeV e particelle alfa con energia superiore a 40 MeV. Entrambi erano in grado di rilevare i nuclei atomici ionizzati (con una massa al più pari a quella dell'ossigeno) dei raggi cosmici e valutarne il comportamento entro l'eliosfera ed in prossimità dei due pianeti visitati. Lo strumento era una rielaborazione di quelli presenti a bordo delle sonde Pioneer 10 ed 11.
Lo strumento era stato progettato da John A. Simpson e J. E. Lamport, presso l'Enrico Fermi Institute dell'Università di Chicago.

### Plasma Science Experiment
Il Plasma Science Experiment (esperimento per l'analisi del plasma) fu selezionato per analizzare la distribuzione del vento solare nello spazio interplanetario e valutarne l'interazione con Venere e Mercurio. Sporgeva da un fianco della sonda, montato su un motore elettrico che lo direzionava verso il Sole. Si componeva di due rilevatori di plasma: il primo, indicato come Scanning Electrostatic Analyzer, era rivolto nella direzione del Sole e misurava la velocità e l'angolo d'ingresso di protoni ed elettroni del vento solare incidente; il secondo, indicato come Scanning Electron Spectrometer, era rivolto nella direzione opposta e contava gli elettroni che entravano nello strumento da quella direzione.

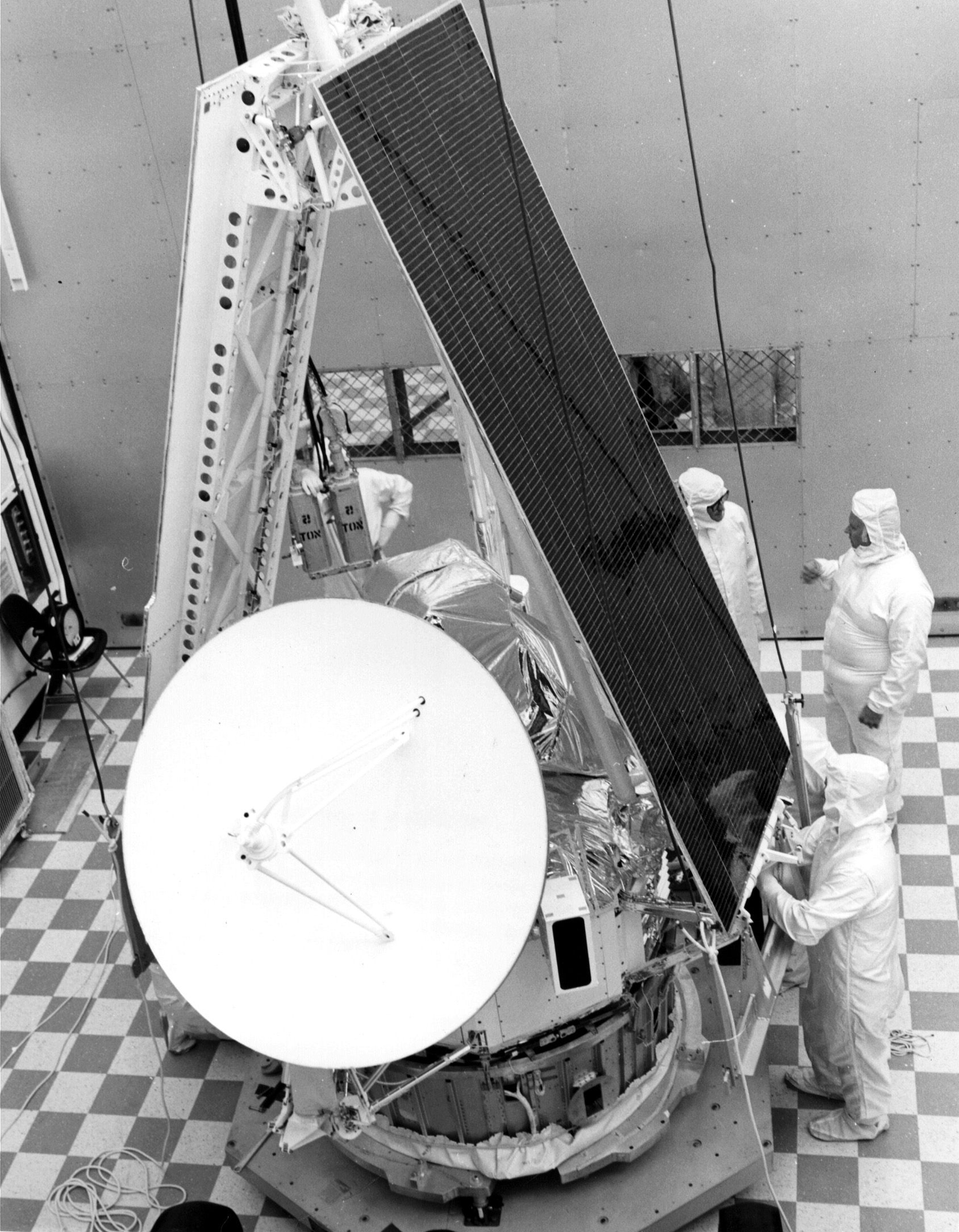
Il Mariner 10 pronto per essere incapsulato nell'ogiva del razzo Centaur che lo porterà in orbita

Dei due rilevatori, il primo non fornì alcuna misura del flusso di elettroni in seguito al guasto del meccanismo di apertura dello sportellino che proteggeva lo strumento prima del lancio. Referente dell'esperimento fu H. Bridge del Massachusetts Institute of Technology (MIT).

### Celestial Mechanics and Radio Science Experiment
Con Celestial Mechanics and Radio Science Experiment non si indica un vero e proprio strumento presente a bordo quanto piuttosto l'utilizzo della sonda stessa e del suo sistema di comunicazione per condurre degli esperimenti che permisero di desumere informazioni sulla massa, sulle dimensioni e sulla struttura di Venere e Mercurio.
Nel Celestial Mechanics Experiment furono sfruttate le rilevazioni telemetriche della sonda e le modifiche impartite alla sua orbita dai pianeti nel corso dei sorvoli, che venivano confrontate con i modelli matematici dell'orbita stessa.
Nel corso del Radio Science Experiment, che fu condotto durante i sorvoli di Venere e Mercurio, ma anche durante il periodo di congiunzione superiore con il Sole, fu comandato alla sonda di inviare verso i radiotelescopi dell'osservatorio Goldstone, nel deserto del Mojave in California, un segnale prestabilito nella banda X e nella banda S. Misurando gli istanti di scomparsa e ricomparsa dei segnali, mentre la sonda transitava dietro il pianeta rispetto alla congiungente con la Terra, fu possibile misurare il raggio dei due pianeti. L'attenuazione dei due segnali fornì inoltre informazioni sull'opacità alle microonde ed alle onde radio dell'atmosfera venusiana e della corona solare.
L'esperimento fu seguito da una squadra di lavoro i cui membri provenivano dal Center of Radar Astronomy dell'Università di Stanford, dal JPL e dal MIT. H. T. Howard dell'Università di Stanford ne fu il referente.

## Panoramica della missione

### Lancio e prima fase di crociera

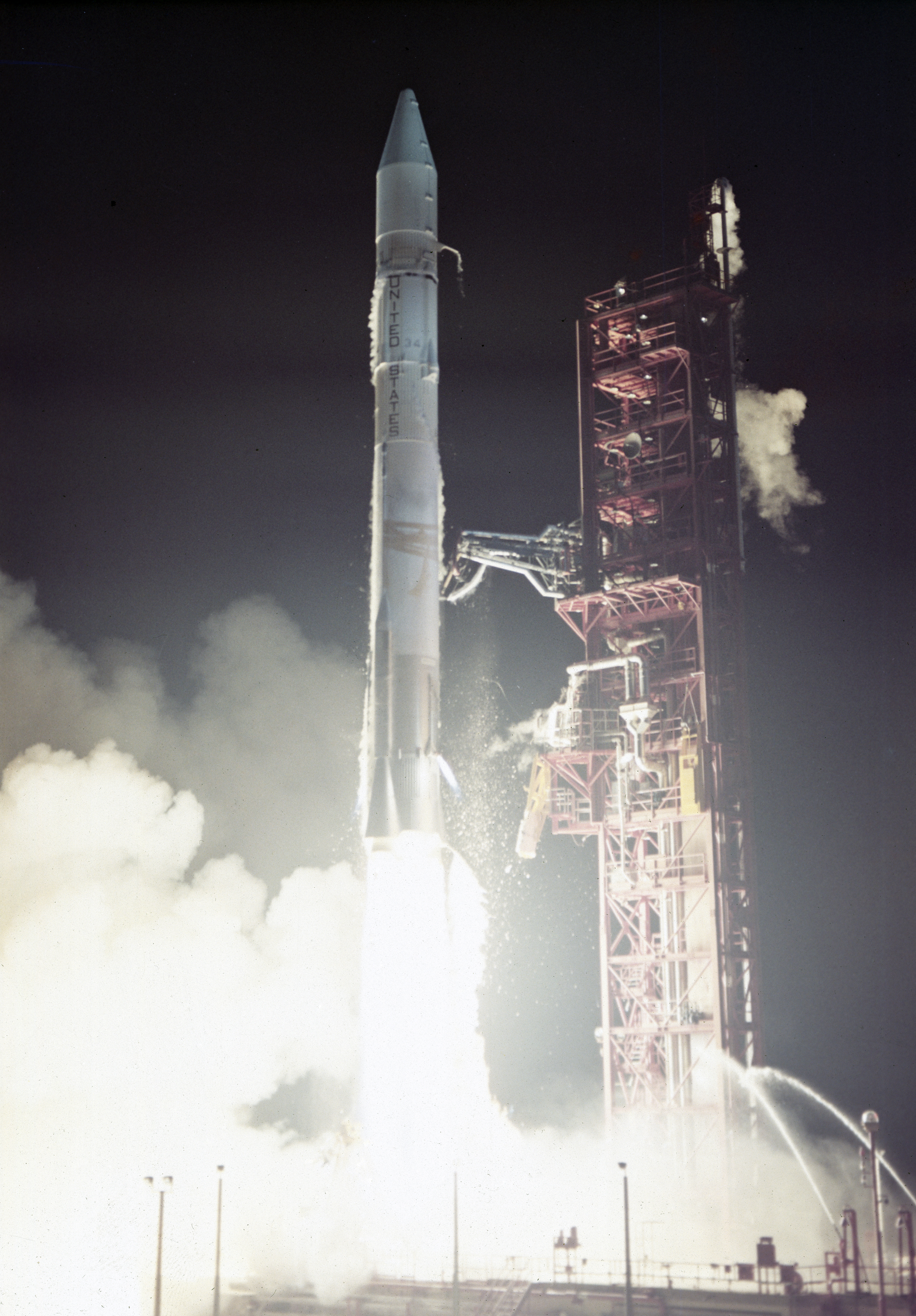
Lancio del vettore Atlas/Centaur con a bordo il Mariner 10

La sonda fu lanciata il 3 novembre 1973 alle 05:45:00 UTC a bordo di un vettore Atlas/Centaur, dal complesso di lancio 36A presso la Cape Canaveral Air Force Station, in Florida.
Il primo stadio (l'Atlas) posizionò la sonda su un'orbita di parcheggio, a 188 km di altitudine. Dopo poco più di quattro minuti dal lancio, si attivò il secondo stadio (il Centaur) che, in due accensioni successive, impartì alla sonda la spinta necessaria a fuggire dal campo gravitazionale terrestre. La sonda si allontanò quindi nella direzione opposta rispetto al moto della Terra, con una velocità di 11,3 km/s.

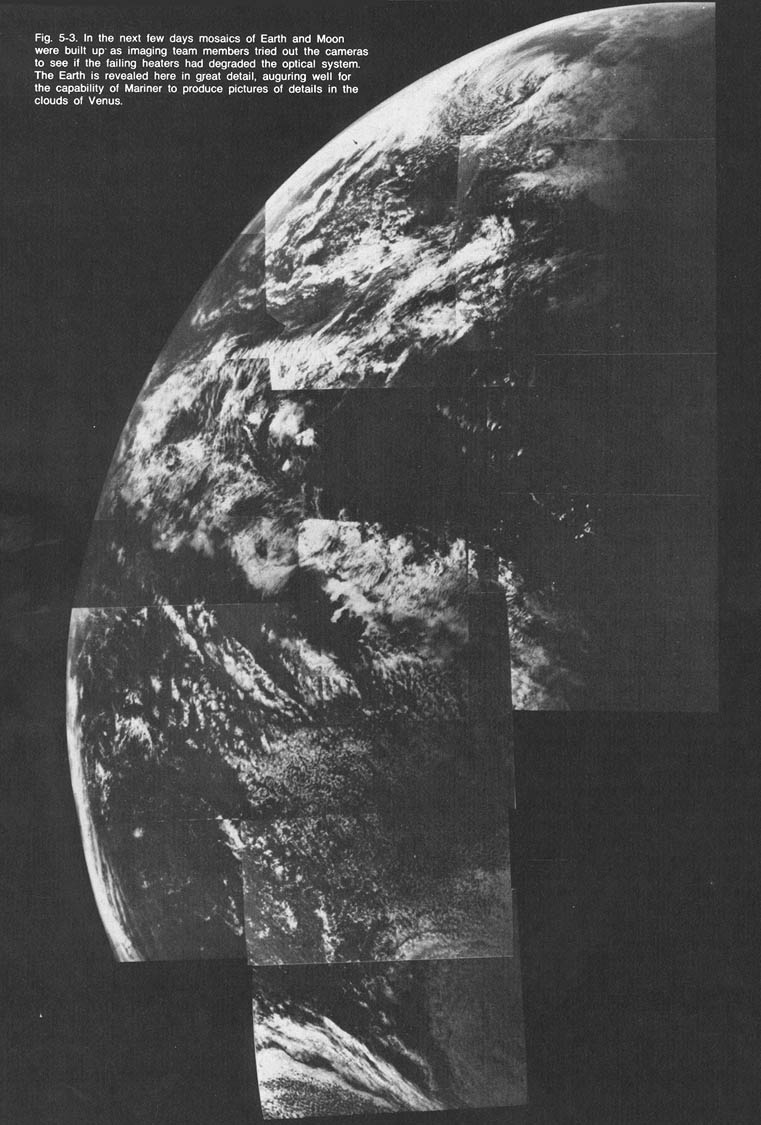
Immagine della Terra ripresa dal Mariner 10 durante la fase di allontanamento

Sedici ore dopo il lancio, la sonda fu rivolta verso la Terra e le telecamere a bordo videro la prima luce. Scopo delle osservazioni fu quello di calibrare gli strumenti in vista dell'incontro con Venere. In questa circostanza si registrò anche un guasto nell'esperimento sul plasma interstellare il cui sportellino non si aprì, impedendo così il funzionamento dello strumento per il resto della missione. Le misure sul vento solare, quindi, furono fornite solo dallo spettrometro elettronico a scansione.
La sonda eseguì, inoltre, delle osservazioni della Luna e, data la particolare traiettoria percorsa, raccolse immagini di grande dettaglio della regione del Polo Nord lunare.
Il 13 novembre la sonda eseguì una manovra di correzione di rotta, fondamentale perché al sorvolo di Venere potesse seguire l'incontro con Mercurio. Ad essa corrispose un delta-v di 7,8 m/s e nei 20 s di accensione del motore furono bruciati 1,8 kg di propellente. La manovra fu eseguita con successo, sebbene incorse in un incidente: il sensore stellare (star-tracker) perse Canopo, sulla cui osservazione era basata la navigazione, probabilmente a causa di un brillante fiocco di vernice espulso dalla sonda. La stella fu recuperata in modo automatico e, come detto, la manovra eseguita con successo, ma il problema si ripresentò nel corso della missione. La crociera fu funestata inoltre da occasionali reset del computer di bordo e da problemi periodici con l'antenna di alto guadagno.
Nel gennaio del 1974 la sonda eseguì delle osservazioni nell'ultravioletto della Cometa Kohoutek, che diedero buoni risultati grazie al fatto che la sonda, a differenza di tutti gli altri strumenti di osservazione dell'epoca, era fuori dall'esosfera della Terra. Gli strumenti osservativi nel visibile, invece, non riuscirono a distinguere particolare dettagli anche perché l'attività della cometa stessa risultò inferiore alle aspettative.
Infine, il 21 gennaio 1974 fu eseguita una seconda manovra di correzione di rotta.

### Sorvolo di Venere

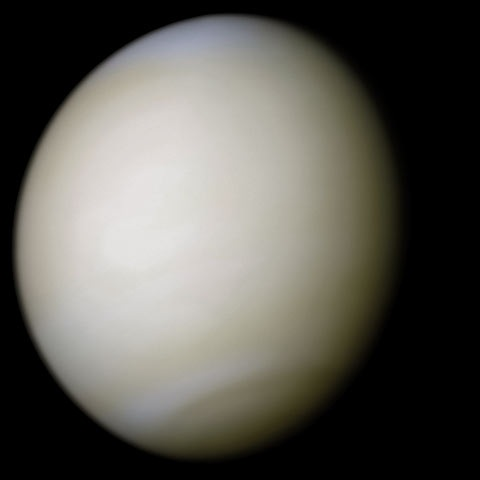
Immagine composta di Venere nel visibile

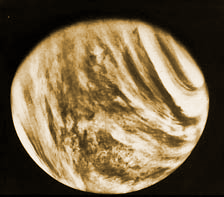
Immagine di Venere nell'ultravioletto

Il Mariner 10 sorvolò Venere il 5 febbraio 1974 ed il massimo avvicinamento fu raggiunto alle 17:01 UT quando la sonda transitò a 5768 km dalla superficie. Nei giorni che precedettero il passaggio si era verificato un guasto nel funzionamento dei giroscopi di bordo. Per questo, la navigazione durante lo swing-by fu affidata ai sensori stellari e solari, comportando il rischio che l'ingresso di Venere nel loro campo visivo avrebbe potuto causare un mutamento nell'assetto della sonda e la perdita di puntamento degli strumenti di osservazione. Ciò non avvenne e l'incontro si rivelò un successo.
Il Mariner 10 era la prima sonda statunitense a visitare Venere che fosse munita di strumenti ottici nel visibile e nell'ultravioletto. Entrambi inviarono a Terra immagini della spessa coltre nuvolosa che riveste il pianeta. Quelle nel visibile si rivelarono deludenti, perché non permisero l'individuazione di particolari dettagli. Viceversa, le immagini nell'ultravioletto rivelarono un gran numero di dettagli, permisero l'individuazione di cirri uncinus e, dall'analisi della progressione delle immagini, della cosiddetta super-rotazione dell'atmosfera di Venere: l'intero strato nuvoloso citereo compie una rotazione completa attorno al pianeta in soli 4 giorni mentre il periodo di rotazione di Venere è pari a ben 243 giorni.
Attraverso la conduzione del Radio Science Experiment durante il sorvolo fu possibile misurare l'opacità alle onde radio dell'atmosfera venusiana (ovvero di sondare l'atmosfera di Venere). Era stato infatti comandato alla sonda di trasmettere in modo continuo due segnali prestabiliti verso Terra durante tutta la fase del sorvolo, nel corso del quale la sonda sarebbe scomparsa dietro il pianeta per riapparire circa venti minuti dopo.
Furono inoltre eseguite osservazioni nell'infrarosso e fu studiata l'interazione tra la ionosfera venusiana ed il vento solare. Nonostante Venere possegga un campo magnetico estremamente debole, l'azione della ionosfera riesce comunque a contrastare efficacemente il vento solare e ad impedire che questo impatti direttamente con l'atmosfera.

### Primo sorvolo di Mercurio

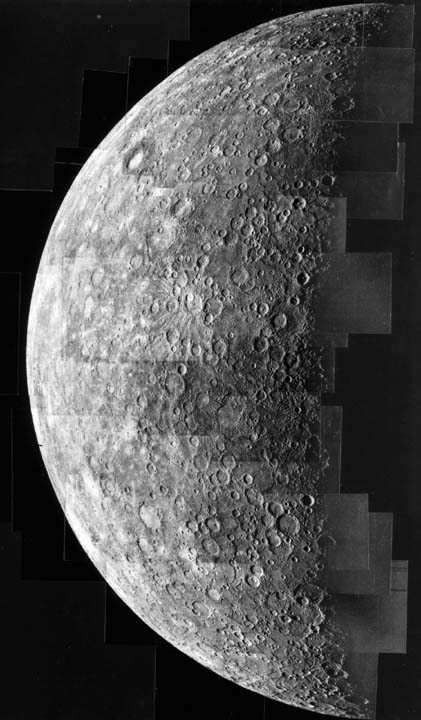
Mercurio, il 28 marzo 1974, sei ore prima del massimo avvicinamento.

Superato il sorvolo di Venere, le energie furono destinate al raggiungimento dell'obiettivo successivo, Mercurio. Il problema riscontrato nei giroscopi si ripresentò nuovamente, con ulteriori difficoltà del sensore stellare nell'acquisizione di Canopo. La terza manovra di correzione di rotta fu sospesa e riprogrammata per il 16 marzo 1974, quando fu possibile eseguirla senza la necessità di modificare l'assetto della sonda. Tuttavia, ciò comportò che il sorvolo di Mercurio sarebbe avvenuto dal lato notturno. La manovra impresse una variazione alla velocità della sonda di 17,8 m/s.
Il massimo avvicinamento fu raggiunto il 29 marzo 1974 alle 20:47 UT ad una distanza di 703 km dalla superficie del pianeta, allora in ombra. La sonda riprese immagini del pianeta sia nella fase di avvicinamento, sia in quella di allontanamento. Le prime immagini risalgono al 23 marzo (da una distanza di 5,3 milioni di chilometri), le ultime al 3 aprile (da una distanza di 3,5 milioni di chilometri oltre Mercurio). Tuttavia, la sonda non riuscì a fotografare la superficie nella mezz'ora di massimo avvicinamento, a causa delle scarse condizioni di illuminazione.
Mercurio apparve come un pianeta altamente craterizzato, nell'aspetto assai simile alla Luna. Il primo elemento distinto nelle immagini fu il cratere Kuiper, cui corrispondeva il 25% dell'albedo della superficie osservata. Rispetto alla superficie lunare, quella di Mercurio si rivelò più omogenea ed anche le misurazioni termiche confermarono le somiglianze tra di esse. La struttura di maggiori dimensioni ad essere osservata fu la Caloris Planitia, un cratere da impatto ampio 1550 km.
Anche il periodo di massimo avvicinamento fornì informazioni sorprendenti. Contro tutte le previsioni degli astronomi, si rivelò che Mercurio possedeva un campo magnetico in grado di sostenere una dinamica magnetosfera.
In un messaggio al direttore della NASA, l'allora Presidente degli Stati Uniti Gerald Ford così salutò la riuscita dell'impresa:
(Messaggio del Presidente degli Stati Uniti Gerald Ford al Dr. James C. Fletcher, allora presidente della NASA.)

### Secondo sorvolo di Mercurio

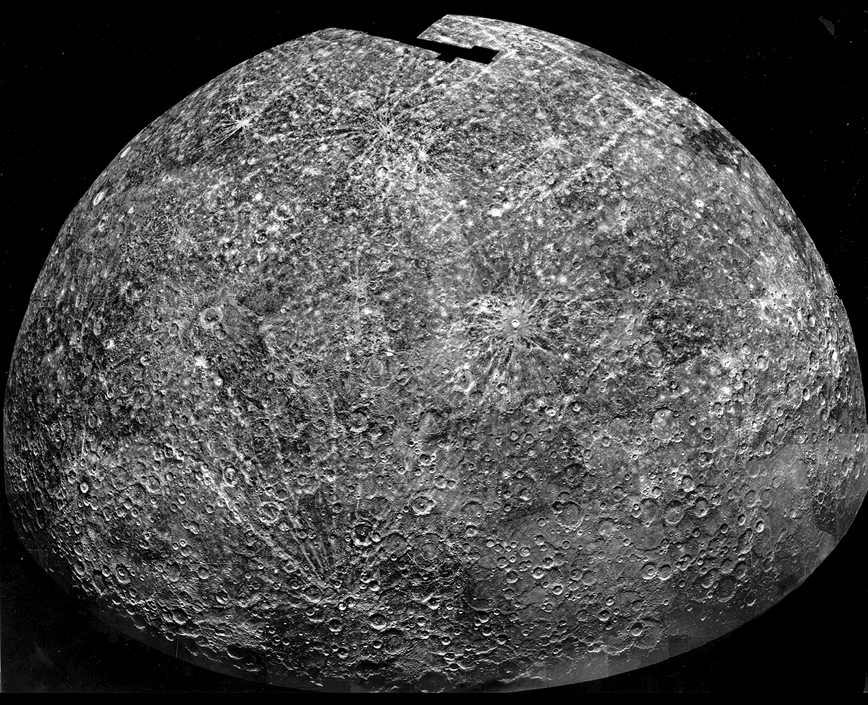
Immagine composita dell'emisfero meridionale di Mercurio, formata con le immagini acquisite dal Mariner 10 nel corso del secondo incontro

Affinché la sonda potesse tornare su Mercurio una seconda e potenzialmente una terza volta, fu necessario eseguire un'importante manovra di correzione di rotta che in due stadi, il 9 ed il 10 maggio, impartì una variazione alla velocità rispettivamente di 50 e 27,6 m/s. Il 2 giugno fu raggiunta la congiunzione superiore, ovvero la sonda si trovò dal lato opposto del Sole rispetto alla Terra. Durante tale circostanza, vengono interrotte le comunicazioni tra una sonda e la base a Terra per evitare che errori nella trasmissione dei messaggi, causati dall'interferenza del Sole, possano portare alla perdita dei dati scientifici o all'esecuzione errata o incompleta dei comandi ricevuti. È tuttavia possibile sfruttare tale circostanza per misurare l'interferenza solare, comandando in precedenza alla sonda di inviare a Terra un segnale standard. Così come era accaduto durante il sorvolo di Venere, quindi, il Mariner 10 inviò in direzione della Terra onde radio che furono sfruttate per sondare gli strati più esterni del Sole. Il 3 luglio fu infine eseguita una quinta manovra di correzione di rotta (3,32 m/s) affinché al secondo incontro potesse seguirne poi un terzo.
Il secondo sorvolo di Mercurio ebbe luogo il 21 settembre 1974. In tale circostanza risultava illuminato lo stesso emisfero di Mercurio precedentemente osservato, del quale, quindi, fu possibile completare la mappatura. Viceversa, rimasero oscure le caratteristiche superficiali dell'emisfero in ombra. Nel punto di massimo avvicinamento, comunque, il Mariner 10 raggiunse una distanza di 48069 km dalla superficie. Questo perché si scelse di "sacrificare" il secondo incontro affinché il terzo passaggio potesse risultare sufficientemente stretto da poter confermare, o smentire, l'esistenza del campo magnetico planetario.

### Terzo sorvolo di Mercurio

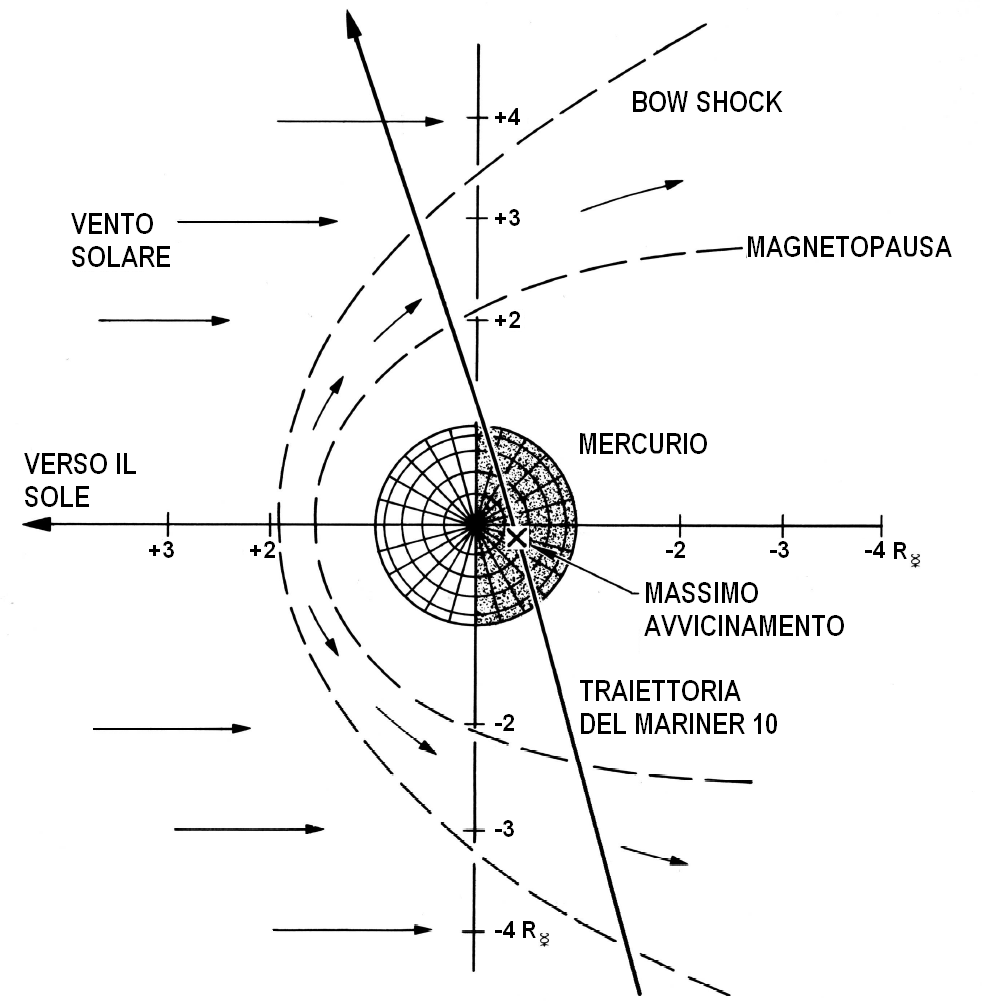
Schema del sorvolo di Mercurio.

Iniziò quindi una terza fase di crociera, durante la quale sarebbero state necessarie altre tre manovre di correzione di rotta per migliorare le condizioni del terzo incontro. Per ridurre il consumo di carburante, i pannelli solari e l'antenna ad alto guadagno furono utilizzati come vele solari nel controllo di assetto. Tuttavia il 6 ottobre 1974 si verificò un grave incidente. Il sensore stellare, sulle cui misure era basato il controllo dell'assetto, perse Canopo, attirato da una particella brillante che era transitata nel suo campo visivo. I tentativi automatici di recuperare il controllo fallirono ed anzi condussero allo spreco di prezioso propellente, il cui livello risultò inferiore a quello necessario per ottenere il terzo incontro quando alla fine si riuscì a riprendere il controllo del veicolo.
Per farlo, i controllori di missione scelsero di abbandonare il controllo d'assetto a tre assi e lo sostituirono con una lenta rotazione, controllata attraverso piccoli riorientamenti dei pannelli solari che furono utilizzati come delle piccole vele solari. Tuttavia, i sensori stellari non poterono più essere utilizzati per la rilevazione dell'assetto e gli ingegneri dovettero pensare ad un'alternativa. Alla fine, la trovarono nell'intensità del segnale dell'antenna a basso guadagno, che subiva delle variazioni periodiche a causa della posizione eccentrica rispetto al corpo della sonda ed alla direzionalità del segnale emesso e che poterono essere poste in relazione con la velocità di rotazione della sonda stessa. Queste soluzioni complicarono la navigazione, ma comportarono una riduzione del 25% nel consumo di propellente necessario per la fase di crociera, fornendo un margine molto stretto per recuperare l'incontro con Mercurio. Cosa che avvenne grazie a tre manovre di correzione di rotta.
Quando ormai la sonda era in rotta per eseguire quello che sarebbe stato l'incontro più stretto con il pianeta, un fallito tentativo di recuperare Canopo come riferimento causò l'interruzione delle comunicazioni con la Terra. Queste furono recuperate grazie all'aiuto offerto dal team di guida della sonda Helios I, che permise che parte del tempo di trasmissione loro assegnato dal Deep Space Network, fosse utilizzato per le comunicazioni con il Mariner 10.
Il terzo incontro ebbe quindi luogo il 16 marzo 1975, quando la sonda transitò a 327 km dalla superficie di Mercurio, in corrispondenza del Polo Nord. Furono così ottenute immagini con una risoluzione molto superiore alle precedenti, tuttavia, vari problemi nelle stazioni del Deep Space Network condussero ad una riduzione complessiva nella capacità di ricezione e fu comandato alla sonda di trasmettere a Terra solo un quarto di ogni immagine ripresa. Nel corso dell'incontro fu confermata l'esistenza del campo magnetico planetario, sufficientemente intenso da formare una magnetosfera attorno al pianeta.

### Fine della missione
Il propellente a bordo si esaurì il 24 marzo 1975. Dalla Terra fu allora inviato il comando di spegnimento della trasmittente. Da allora, il Mariner 10 percorre silenzioso la propria orbita attorno al Sole.
Nel suo complesso, la missione è costata approssimativamente 100 milioni di dollari, poco meno di un quinto del costo dell'intero Programma Mariner.

## Principali risultati scientifici

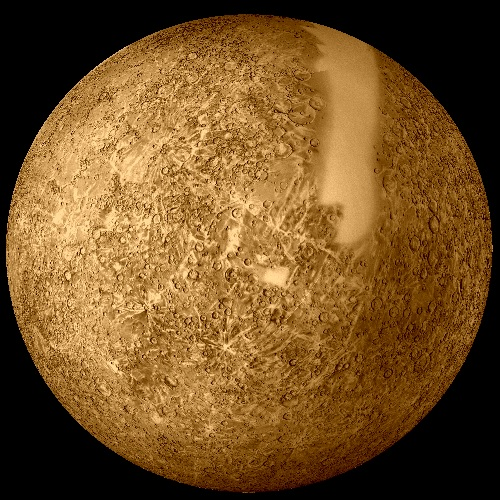
Immagine processata al computer di Mercurio, basata su quelle raccolte dal Mariner 10

Il bilancio conclusivo della missione del Mariner 10 è nettamente positivo sotto vari punti di vista. I tre sorvoli di Mercurio hanno contribuito enormemente alla nostra comprensione del pianeta. Hanno permesso di rilevare l'esistenza del campo magnetico e di una tenue atmosfera composta principalmente di elio, così come hanno fornito indizi sul nucleo ricco di ferro al centro del pianeta. È stato possibile misurare la temperatura superficiale, trovando che sono raggiunti −183 °C durante la notte e 187 °C durante il giorno. Si è potuto fotografare il 40-45% della superficie del pianeta, ottenendo mappe complete (o quasi) di sei delle quindici maglie di Mercurio (Shakespeare, Beethoven, Kuiper, Michelangelo, Tolstoj e Discovery) e parziali di altre tre (Borealis, Bach e Victoria) che hanno permesso di produrre la prima cartografia moderna di Mercurio.
Al di là delle importanza che tali informazioni rivestono per lo studio di Mercurio, esse sono state altrettanto significative per la comprensione del Sistema solare, della sua formazione e dell'evoluzione cui possono andare incontro i pianeti terrestri. In particolare, la superficie altamente craterizzata di Mercurio ha fornito ulteriore prova che l'intenso bombardamento tardivo ha interessato tutto il Sistema solare interno e non solo la Luna e Marte.
Anche il sorvolo di Venere ha prodotto informazioni importanti. Le osservazioni nell'ultravioletto, in particolare, hanno permesso di cogliere alcuni dettagli dell'atmosfera venusiana e di osservarne, se pur solo per poche ore, l'evoluzione. È stata così misurata la velocità di rotazione delle nubi. Inoltre, è stato approfondito lo studio dell'interazione del vento solare con la ionosfera del pianeta e, più in generale, sono state condotte misurazioni sulle caratteristiche del vento solare lungo tutto il tragitto percorso.
La missione ha condotto, inoltre, allo sviluppo di conoscenze tecniche che, una volta acquisite, si sono rilevate fondamentali per la prosecuzione dell'esplorazione del sistema solare. Tra queste, le più significative sono state l'uso dell'effetto fionda per il raggiungimento di Mercurio e lo sfruttamento della risonanza nell'astrodinamica per eseguire passaggi multipli del pianeta. La prima ha condotto, ad esempio, al "Grand Tour" delle missioni Voyager, l'altra alla prolungata esplorazione dei sistemi di Giove e Saturno da parte rispettivamente delle sonde Galileo e Cassini.

## L'erronea scoperta di una luna
Il 27 marzo 1974, nel corso della prima fase di avvicinamento a Mercurio, furono rilevate, in due occasioni, delle emissioni nell'ultravioletto estremo provenienti da una sorgente in prossimità di Mercurio, ma scostata da esso. Gli studiosi pensarono inizialmente ad una stella, ma la rilevazione di uno spostamento nella sorgente fece ipotizzare che potesse trattarsi di una luna.
Dopo delle analisi frenetiche – la notizia dell'esistenza della luna, sebbene ancora ipotetica, aveva già raggiunto i giornali – si comprese che l'oggetto osservato non era in orbita attorno al pianeta, bensì una stella molto calda, 31 Crateris. La scoperta si rivelò ad ogni modo importante, perché aprì la strada all'astronomia nell'ultravioletto estremo, smentendo l'opinione che la radiazione ultravioletta fosse completamente assorbita dalla materia interstellare.

## Bibliografia

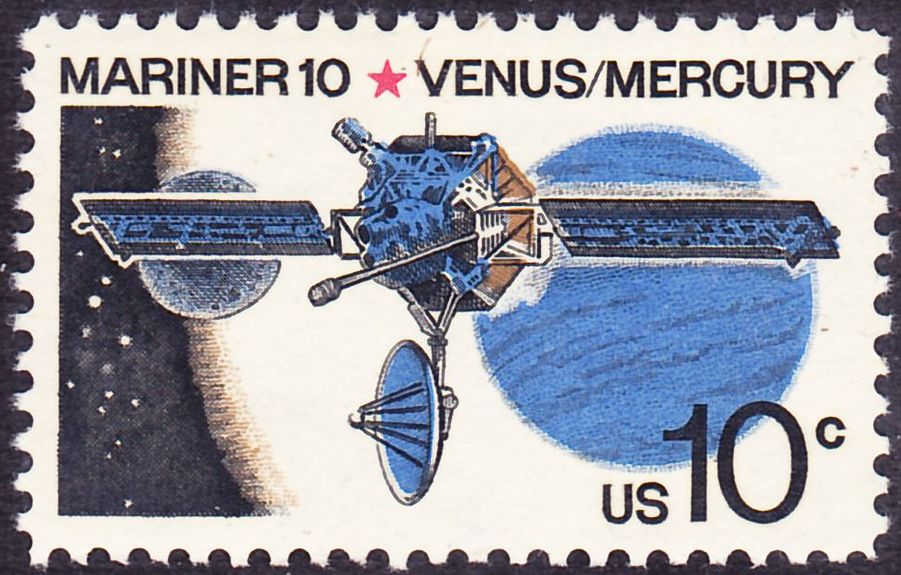
Francobollo commemorativo